# Samia vanderbergi
Samia vanderbergi är en fjärilsart som beskrevs av Watson 1915. Samia vanderbergi ingår i släktet Samia och familjen påfågelsspinnare. Inga underarter finns listade.